# Ardon (Loiret)
Ardon é uma comuna francesa na região administrativa do Centro-Vale do Loire, no departamento de Loiret. Estende-se por uma área de 53.65 km². Em 2010 a comuna tinha 1 120 habitantes (densidade: 20,9 hab./km²).